# Desaparecimento de Azaria Chamberlain
Azaria Chantel Loren Chamberlain (Mount Isa, 11 de junho de 1980 – Uluru, 17 de agosto de 1980) foi uma bebê australiana de nove semanas de vida que desapareceu na noite de 17 de agosto de 1980 durante um acampamento com os pais na montanha Uluru. Seu corpo nunca foi encontrado. Seus pais, Lindy e Michael Chamberlain disseram que ela havia sido atacada por um dingo. Porém, devido a pressões populares, a mãe Lindy foi condenada à prisão perpétua sendo acusada de assassinar a filha, e o seu marido, Michael Chamberlain, foi acusado de ser cúmplice do assassinato. 
No dia 12 de junho de 2012, a justiça australiana confirmou a versão dos pais de que a garota havia sido atacada por dingos, depois de 32 anos do caso. A história de seu desaparecimento deu origem ao filme Evil Angels, estrelado por Meryl Streep e Sam Neill.